# AFC Progresul 1944 Spartac
Asociația Fotbal Club Progresul 1944 Spartac, cunoscut sub numele de Progresul Spartac, este un club de fotbal din București, România, ce evoluează în prezent în Liga a III-a. Echipa revendică tradiția fotbalistică a clubului FC Progresul București, folosind unele elemente din brandul ei (culorile bleu-albastru și frunza de platan) și având susținerea fanilor, însă nu pretinde vreo legătură istorică cu acesta. Clubul are o baza sportivă în sudul Bucureștiului, lângă șoseaua Giurgiului, unde se află și stadionul său, fostul stadion Prefabricate, astăzi denumit Progresul Spartac, și o bază de antrenament în comuna 1 Decembrie, județul Ilfov. Echipa are finanțare 100% privată, conducerea clublui punând accent pe activitatea academiei de tineret și creșterea juniorilor, integrând deseori noi jucători în prima echipă, încă de la vârste fragede.

## Istorie

### 2009-2016: De la Progresul București la Progresul Spartac
În urma retragerii clubului original din 2009, sub tutela finanțatorului Constantin Iacov, fratele acestuia, Tudor Iacov, a înființat un nou club de fotbal numit ASFC Progresul București, care avea să devină succesorul sentimental al clubului din Cotroceni. După cinci ani de mediocritate petrecuți în Liga a IV-a, caracterizați de scandaluri interne și o lipsă acută de investiții, Andrei Erimia, unul dintre antrenorii de juniori ai clubului, la acea vreme, a preluat grupele de tineret ale echipei și și-a înființat propria sa formație, Progresul Spartac. Echipa a început timid, înscriindu-se în câteva competiții municipale de tineret, și eventual în Liga a V-a. În 2016, Gabriel Rădulescu, om de afaceri și fan al Progresului încă din anii 80, a devenit finanțatorul clubului, investind în baza sportivă Prefabricate și înscriind echipa de seniori în sezonul următor al Ligii a IV-a București.

### 2016-2017: Lupta pentru Spiritul Progresist și Promovarea în Liga a III-a
Vara lui 2016 a adus îmbunătățiri semnificative lotului bleu-albastru în scopul promovării în Liga a III-a, cel mai notabil prin transferarea unui nucleu de jucători importanți de la clubul giurgiuvean AS Singureni. Sezonul 2016-2017 al Ligii a IV-a București a facilitat pentru prima oară întâlnirea celor trei cluburi care urmăreau continuarea tradiției Progresului București (ASFC Progresul, Progresul Spartac, Progresul 2005). Astfel, pe lângă o luptă fotbalistică, acest sezon a reprezentat și o luptă pentru spiritul progresist. Progresul Spartac avea să domine competiția, câștigând aproape fiecare meci din sezonul regulat și Play-Off, și calificându-se la barajul de promovare cu Voința Crevedia. Neconstatând că regulamentul barajului impune prezența a doi medici la stadion, turul de la București nu a mai putut fi jucat, și Progresul a pierdut 3-0 la masa verde. În returul de la Crevedia, însă, bleu-albaștrii au răsturnat scorul, câștigând cu 6-2, și obținând promovarea în Liga a III-a. De-a lungul acestui sezon, majoritatea galeriei care a rămas loială Progresului s-a alăturat proiectului Progresul Spartac.

### 2017-2018: Debutul Impresionant și Lupta cu Farul

Galeria Progresului, la un meci din 2019

Deși nu au mai existat sincope similare situației de la baraj, primul sezon din Liga a III-a nu a ezitat să vină cu noi greutăți organizatorice, precum faptul că progresiștii nu au putut să își omologheze stadionul până în etapa a 10-a. Astfel de întâmplări, precum și faptul că echipa nu a recrutat nume cu experiență din fotbalul românesc în vara lui 2017, au făcut Progresul Spartac revelația Seriei a 2-a din acel sezon, ei începând anul cu 33 de goluri marcate în primele șapte etape, și aflându-se pe locul întâi o mare parte din campionat, deși ținta setată la începutul sezonului a fost doar salvarea de la retrogradare. Aceștia s-au aflat, astfel, într-o luptă neașteptată pentru promovarea în Liga a II-a cu SSC Farul Constanța, pe care o învinsese chiar cu 7–0, în turul competiției. După o cursă strânsă pentru prima poziție ce a cuprins întregul retur, diferența de buget și experiență dintre cele două formații s-a făcut simțită, Progresul având să fie învinsă în penultima partidă, disputată în deplasare la Înainte Modelu, iar Farul promovând în Liga a II-a. Bleu-albaștrii nu au participat în Cupa României, fiind eliminați din competiția de calificare municipală în sezonul anterior. 

### 2018-2019: Restructurarea Echipei și Performanța din Cupă
În 2018, conducerea Progresului Spartac a decis să aducă clubul la un statut profesionist, reziliind pe cale amiabilă contractele jucătorilor cu servicii full-time, care nu puteau veni zilnic la antrenamente. Astfel, echipa a avut un start mai dificil în sezonul următor, obținând doar un singur punct din primele cinci meciuri, însă a reușit calificarea în șaisprezecimile Cupei României, învingând pe rând echipele CS Afumați și Metaloglobus București, care în sezonul anterior jucaseră în Liga a II-a. În runda șaisprezecimilor, Progresul a fost eliminată de FC Universitatea Cluj cu scorul de 0-1, în urma unui penalty. Sezonul de Liga a III-a a fost însă compromis de la început de seria de înfrângeri din primele etape, bleu-albaștrii intrând în pauza de iarnă la cincisprezece puncte de prima poziție, fără vreo șansă reală la montarea unei noi lupte pentru promovare. Această lipsă a unei ținte concrete a facilitat antrenorilor ocazia de a juca un fotbal dezinvolt, reușind în retur chiar să obțină rezultate mai bune decât FC Rapid București (echipă care a câștigat detașat seria), și să îi producă acesteia singura înfrângere din acel sezon. Până la finalul sezonului, Progresul Spartac a reușit să mai urce câteva locuri, încheind campania pe poziția a treia.

### 2019-2020: Progresul și Pandemia
În sezonul 2019–2020, Federația Română de Fotbal a anunțat repartizarea Progresului Spartac în Seria a 3-a a competiției, astfel devenind singurul club bucureștean din grupă. Clubul nu a obținut în sezonul acesta nici o performanță în Cupă, fiind eliminați în turul al 3-lea de Flacăra Moreni, însă aveau să termine turul campionatului pe primul loc. După un meci jucat în anul 2020, fotbalul românesc avea să fie oprit de pandemia mondială de coronavirus, care i-au prins, astfel, pe progresiști în poziția de lideri ai seriei, la egalitate de puncte cu CSM Slatina. Două luni mai târziu, FRF avea să aprobe organizarea unui baraj tur-retur controversat, jucat între primele echipe clasate din fiecare serie, cât timp acestea nu se aflau la mai mult de trei puncte distanță în clasament. Astfel, Progresul Spartac și colega sa slătineană de serie aveau să joace promovarea pe teren. După diagnosticarea jucătorilor Nicolae Leafu și Dănilă Parfeon cu SARS-CoV-2, ce a amânat începerea antrenamentelor generale ale clubului cu o săptămână, bleu-albaștrii au căzut în fața echipei oltene cu scorurile de 0-1 în Intrarea Vrabiei, dar și 1-0 pe stadionul 1 Mai. Echipa bucureșteană a fost singura din Liga a III-a care nu a promovat, deși se afla în poziția de lider la sistarea competiției.

### 2020-2021: Un Nou Început
În urma inevitabilei repartizări în serie cu CSA Steaua București, dar și al dificultăților financiare cauzate de către pandemie, conducerea Progresului a hotărât scăderea semnificativă a bugetului echipei. Astfel, aproximativ 15 jucători aveau să părăsească clubul, fiind înlocuiți de tineri din propria academie, iar cel mai ”bătrân” jucător devenind Petruț Vlad, la 23 de ani. În ciuda schimbărilor substanțiale de personal, aceștia aveau să figureze în mod onorabil. Sfârșitul anului 2020 i-a găsit pe locul al 3-lea în clasament, în spatele cluburilor CSA Steaua și FCSB II (cu o infuzie semnificatică de jucători de la prima echipă), în timp ce în Cupa României au ajuns în mod surpinzător până în runda șaisprezecimilor, în urma victoriei cu scorul de 3-2 versus Rapid București. Vicecampioana națională CS Universitatea Craiova urma să îi elimine cu scorul de 5-0, pe stadionul Ion Oblemenco. Deși pauza de iarnă a venit cu noi plecări, dar și accidentări în tabăra progresistă, aceștia au câștigat aproape fiecare meci din retur, cu excepția celui împotriva CSA Steaua de pe propriul teren. Bleu-albaștrii au ratat, însă, locul de baraj, terminând la două puncte în spatele echipei secunde a FCSB-ului, pe poziția a treia. Concentrarea clubului pe dezvoltarea academiei a dat roade în acest sezon, grupa 2004 reușind să câștige Campionatul Național U17.

### 2021-2022: Revoluția Academiei și Promovarea în Liga a II-a
Lotul progresist avea să rămână în mare parte neschimbat după vara lui 2021, având doar trei plecări: Mihai Șandru la Dacia Unirea Brăila, Ștefan Pacionel la Steaua București, și Mihai Ion la Ripensia; în timp ce revenirea lui Ionuț Tudorache de la CS Afumați a reprezentat cea mai importantă sosire. Pentru acest sezon, conducerea clubului a decis să se bazeze pe omogenitatea formată în campania trecută a jucătorilor deja aflați la club, dar și pe utilizarea mai extensivă a juniorilor din propria academie, aproape întreaga formație 2004 fiind promovată la grupa de seniori, în timp ce și tineri născuți în anii 2005, 2006 și chiar 2007 au fost debutați în Liga a III-a de-a lungul sezonului. 
Începutul stagiunii a fost unul abrupt, Progresul fiind repartizată în runda secundă a Cupei României cu fosta sa colegă de eșalon, formația de Liga a II-a Steaua București. Într-o manieră similară victoriei cu Rapid București din sezonul anterior, bleu-albaștrii au reușit să producă din nou o surpriză în Cupă, învingând roș-albaștrii pe teren propriu cu scorul de 2-1. În etapa următoare, aceștia au întâlnit o altă echipă care avea să se califice în Play-Off-ul Ligii a II-a în sezonul respectiv, Concordia Chiajna, iar după 120 de minute echilibrate, încheiate cu scorul de 1-1, progresiștii au fost eliminați din competiție în urma loviturilor de departajare.
Înainte de începutul Ligii a III-a, în Seria a 4-a era deja anticipat un duel pentru prima poziție între Progresul Spartac și CS Tunari, ilfovenii investind în vara respectivă o sumă considerabilă în scopul îmbunătățirii lotului și al renovării stadionului. Acest pronostic avea să se adeverească, Progresul și Tunari încheind sezonul regulat pe prima, respectiv a doua poziție, impresionantul record al tinerei echipe bleu-albastre de șaisprezece victorii, două remize și zero înfrângeri, catapultându-i la unsprezece puncte de ilfoveni. Astfel, bucureștenii s-au aflat și în clubul select al celor trei echipe, din cele o sută ale Ligii a III-a (pe lângă CS Hunedoara și CSM Reșița), care nu au pierdut nici un meci înainte de împărțirea clasamentelor. După euforia sezonului regulat, Play-Off-ul avea să fie unul nefast pentru progresiști, aceștia suferind primele două înfrângeri, ambele împotriva satelitului celor de la Rapid București, victoriile venind și ele mai rar, doar trei meciuri fiind câștigate de Progresul din cele nouă. Fie că vorbim despre dispariția îndemânării defensive din sezonul regulat, sau despre lipsa de inspirație din fața porții, bucureștenii au avut parte de o cădere de formă generală, care a determinat o reevaluare tactică înainte de baraj. Deși rezultatele bleu-albaștrilor s-au îmbunătățit în ultimele meciuri ale Play-Off-ului, aceștia reușind să păstreze primul loc din Seria a 4-a, în fața formației din Tunari, CS Afumați, liderul Seriei a 3-a, părea să devină favorită la obținerea locului de promovare în Liga a II-a repartizat zonei geografice respective, datorită lotului experimentat al acestora. În semifinala barajului de promovare, Progresului Spartac i-a fost pusă în față echipa care a terminat pe locul al doilea din Seria a 3-a, SC Popești-Leordeni. După două întâlniri echilibrate între cele două formații, progresiștii au trecut cu greu de ilfoveni, cu scorul general 2-1. Adevărata surpriză a avut loc, între timp, în cealaltă semifinală, unde CS Tunari au reușit să învingă echipa din Afumați în ambele partide, fiind singurul club, de pe o poziție secundă din Play-Off, care a reușit să se califice în finală. Cum Progresul și Tunari se cunoșteau deja reciproc, având deja cinci întâlniri în sezonul respectiv, acestea au jucat un fotbal dezinvolt și ofensiv. Însă pentru bleu-albaștrii, forma slabă din acea primăvară a părut să rămână o amintire îndepărtată, aceștia reușind două victorii emfatice la baraj: în tur, cu scorul de 4-0, pe Stadionul Tunari, și în returul din Intrarea Vrabiei, cu scorul de 3-1, aceștia promovând în Liga a II-a, cu scorul general de 7-1.
Așadar, la treisprezece ani de la desființarea originalului Progresul București, când aceștia se aflau în Liga a II-a, suporterii progresiști au căpătat din nou o echipă pe care o puteau susține în eșalonul secund. Cât despre pariul conducerii clubului de a promova persistent produse ale propriei academii, acesta a fost un succes, meciurile finale arătând asta cel mai clar, cum din cele nouă goluri marcate în cele patru meciuri ale barajului de promovare, cinci au fost înscrise de jucători de la grupa U18.

## Suporteri

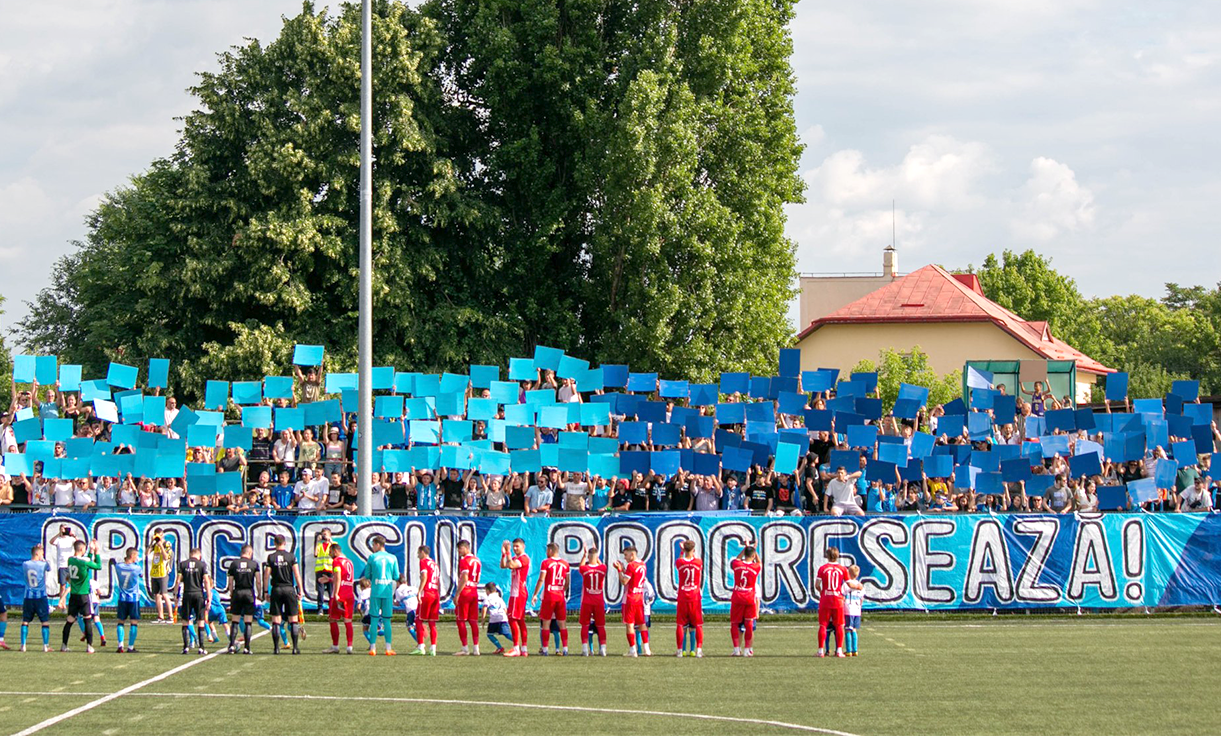
Suporterii Progresului în 2022, la meciul promovării în Liga a 2-a

Începând cu sezonul 2016-2017, clubului i s-a alăturat o mare parte din galeria fostului Progresul București, după susținerea timp de aproape un deceniu al clubului înființat în 2009, ASFC Progresul București. Conceptul general al unei galerii progresiste a fost creat în 2003, odată cu organizarea grupului FANS, din lipsa vreunei formațiuni de suporteri care cânta la meciurile de pe Stadionul Cotroceni, sau care iniția deplasări. Două decenii mai târziu, nucleul grupului rămâne intact în galeria modernă a Progresului Spartac, grupurile principale de suporteri fiind VICIOS și Anturaj Bleu-Albastru. Colectivul de fani ai bleu-albaștrilor este înfrățit cu câteva grupuri de suporteri al clubului FC Argeș, organizându-se de mai multe ori deplasări comune.

## Stadion
Baza principală a Progresului Spartac, poreclită Intrarea Vrabiei, găzduiește stadionul principal al clubului, un teren cu gazon sintetic modern, o instalație de nocturnă cu 200 de lucși, și o capacitate de 1030 de locuri în două tribune și o peluză. Terenul a fost inaugurat în 1966 cu scopul de a deservi fotbalul municipal din sudul Bucureștiului. Primul meci oficial susținut de către bleu-albaștrii pe acest stadion a fost o victorie chiar împotriva foștilor proprietari, Comprest GIM, în martie 2017. În contrast cu majoritatea echipelor de fotbal profesioniste din România, progresiștii își dețin propria arenă, în loc să o închirieze de la un organ public. Astfel, Stadionul Progresul Spartac este unul dintre singurele stadioane private din țară. Baza sportivă mai conține două terenuri de antrenament acoperite și vestiare modernizate.
Pe lângă terenul din București, Progresul mai deține o bază de antrenamente inaugurată în 2020, omologată și pentru competițiile de juniori, situată în comuna 1 Decembrie, județul Ilfov. Aceasta are un teren cu gazon sintetic, și unul cu gazon natural.

## Palmares
- Liga a III-a
  - Locul 1 (2): 2019-2020, 2021-2022
  - Locul 2 (1): 2017-2018
  - Locul 3 (2): 2018-2019, 2020-2021
- Liga a IV-a București
  - Locul 1 (1): 2016–17

## Parcursul competițional
| Sezon   | Nivel | Divizie                      | Loc   | Note              | Cupa României |
| ------- | ----- | ---------------------------- | ----- | ----------------- | ------------- |
| 2023–24 | 2     | Liga a II-a                  | TBD   |                   |               |
| 2022–23 | 2     | Liga a II-a                  | 16    | Salvată de la (R) | Turul trei    |
| 2021–22 | 3     | Liga a III-a (Seria a IV-a)  | 1 (C) | Promovată         | Turul trei    |
| 2020–21 | 3     | Liga a III-a (Seria a IV-a)  | 3     |                   | Șaisprezecimi |
| 2019–20 | 3     | Liga a III-a (Seria a III-a) | 1 (C) |                   | Turul trei    |

| Sezon   | Nivel | Divizie                     | Loc   | Note      | Cupa României |
| ------- | ----- | --------------------------- | ----- | --------- | ------------- |
| 2018–19 | 3     | Liga a III-a (Seria a II-a) | 3     |           | Șaisprezecimi |
| 2017–18 | 3     | Liga a III-a (Seria a II-a) | 2     |           | –             |
| 2016–17 | 4     | Liga a IV-a (B)             | 1 (C) | Promovată | –             |
| 2015–16 | 5     | Liga a V-a (B)              | 9     | Promovată | –             |

## Jucători
La 22 Februarie 2023,
| Nr. |         | Poziție | Jucător                       |
| --- | ------- | ------- | ----------------------------- |
| 12  | România | P       | Mihai Ciontoș                 |
| 31  | Liberia | P       | Boison Wynney                 |
| 90  | România | P       | Alexandru Soare               |
| 4   | România | F       | Vlad Alexandrescu             |
| 5   | România | F       | Dănilă Parfeon                |
| 16  | România | F       | Nicolae Leafu                 |
| 22  | România | F       | Mihai Șandru                  |
| 27  | Camerun | F       | Patrick Ziepop                |
| 29  | Franța  | F       | Felix Menn                    |
| 6   | România | M       | Andrei Grigore                |
| 7   | România | M       | Eugen Lixandru (Vice-căpitan) |
| 8   | România | M       | Giovani Petcu                 |

| Nr. |         | Poziție | Jucător                   |
| --- | ------- | ------- | ------------------------- |
| 15  | România | M       | Mario Dumitru             |
| 18  | România | M       | Nicolas Tong              |
| 19  | România | M       | Ionuț Costea              |
| 20  | România | M       | Andrei Ohaci              |
| 24  | România | M       | Andrei Purice             |
| 25  | România | M       | Silvian Matei             |
| 55  | România | M       | Vlad Marica               |
| 9   | România | A       | Ciprian Stanciu (Căpitan) |
| 14  | România | A       | Eduard Radu               |
| 17  | România | A       | Alexandru Despa           |
| 21  | România | A       | Ionuț Tudorache           |
| 99  | România | A       | Andrei Matei              |

## Staff
La 22 Februarie 2022,